# رشيد خان
رشيد خان (15 ديسمبر 1959 في باكستان - ) هو لاعب كريكت باكستاني. شارك مع منتخب باكستان للكريكت.

## وصلات خارجية
- رشيد خان على موقع إي آس بي آن كريك إنفو (الإنجليزية)